# Камачо, Луис Фернандо
Луис Фернандо Камачо (исп. Luis Fernando Camacho; род. 15 февраля 1979, Санта-Крус-де-ла-Сьерра) — боливийский государственный и политический деятель. Является лидером политического альянса Creemos в Многонациональном законодательном собрании Боливии и был председателем Гражданского комитета в Санта-Крусе в 2019 году. Являлся критиком президента Эво Моралеса и требовал его отставки после спорных результатов всеобщих выборов в Боливии в 2019 году.
После отставки Эво Моралеса 10 ноября 2019 года и назначения новых выборов Луис Фернандо Камачо вошёл в политику Боливии в качестве кандидата в президенты от христианского правого альянса Creemos вместе с лидером Гражданского комитета Марко Пумари в качестве напарника. Получил 14 % голосов избирателей, проиграл Луису Арсе и Карлосу Месе во всех департаментах Боливии, кроме Санта-Круса. На региональных выборах 2021 года был избран губернатором департамента Санта-Круса и вступил в должность 3 мая 2021 года.

## Ранний период жизни
Родился в семье бизнесмена, является сыном Хосе Луиса Камачо Парада, который ранее председательствовал в Гражданском комитете Санта-Круса с 1981 по 1983 год и в Федерации частного бизнеса Санта-Крус с 1992 по 1993 год. Местный журналист Карлос Вальверде Браво утверждал, что прадедом Луиса Фернандо Камачо был Элиодоро Камачо.
Изучал право в частном университете Санта-Крус-де-ла-Сьерра. Получил юридическое образование в 2003 году. В 2005 году получил степень магистра финансового и налогового права в Барселонском университете в Испании. Женился на Габриэле Антело Миранде в сентябре 2019 года.

## Активизм
В 2002 году присоединился к центристскому Националистическому революционному движению в Санта-Крус-де-ла-Сьерра. С 2002 по 2004 год был вице-президентом ультраправой организации «Молодёжный союз Санта-Круса».
Бездействовал с 2004 по 2013 год, когда стал вторым вице-президентом провинциальных гражданских комитетов Крусенидада и занимал этот пост до 2015 года.
В феврале 2019 года был избран президентом Гражданского комитета Санта-Круса на 2019—2021 годы с 234 голосами, сменив бывшего президента Фернандо Куэльяра Нуньеса.

## Протесты 2019 года
Во время протестов в ноябре 2019 года, вспыхнувших в Боливии в ответ на фальсификацию выборов, о которой заявила Организация американских государств, Луис Фернандо Камачо возглавил основную оппозицию в регионе Санта-Крус, протестуя против Эво Моралеса. Он пытался представить себя лидером антиправительственной оппозиции, хотя на самом деле в эту оппозицию входил широкий круг социальных групп, выражавших недовольство правящим режимом Эво Моралеса и недоверие к избирательному процессу.
После того, как президент Эво Моралес бежал в Кочабамбу, Луис Камачо направился в старый Дворец правительства и положил Библию и символическое письмо, в котором Эво Моралес написал о том, что уходит с должности, и заявил: «Я не иду с оружием, я иду со своей верой и надеждой, с Библией в правой руке и его заявлением об отставке в левой». Пастор заявил, что Луис Камачо произнёс фразу: «Библия снова вошла во дворец. Пачамама никогда не вернётся».
Луиса Камачо подозревали в том, что он спровоцировал полицию для того, чтобы устроить беспорядки, что привело к краху правительства Эво Моралеса.

## Политическая карьера
По словам боливийского политолога Марсело Экипо, временное правительство Жанин Аньес продемонстрировало признаки клиентелизма, поставив людей вроде Луиса Камачо во главе некоторых министерств и заместителей в министерствах. Например, адвокат Луиса Камачо, Херес Хустиниано был назначен министром при президенте, однако продержался на этой должности менее 30 дней.
После кризиса Луис Камачо сформировал политический альянс Creemos и объявил о выдвижении своей кандидатуры на всеобщих выборах 2020 года с Марко Пумари в качестве кандидата в вице-президенты. Набрал 14 % голосов избирателей, проиграв во всех департаментах, кроме своего родного департамента Санта-Крус. Затем баллотировался на должность губернатора Санта-Крус на региональных выборах в Боливии 2021 года.
При поддержке действующего губернатора Рубена Костаса и в союзе с различными оппозиционными группами Луис Камачо и его напарник Марио Агилера выиграли выборы в первом туре, набрав 860 023 голоса (55,64 % голосов).
В декабре 2022 года Луис Фернандо Камачо был взят под стражу по обвинению в терроризме в связи с протестами 2019 года.

## Бизнес
Работал юрисконсультом и акционером боливийского страхового холдинга Nacional Seguros с 2009 по 2015 год. Обе семьи Камачо, а также его коллега-бизнесмен и политик Бранко Маринкович владеют акциями холдинга Nacional Seguros и его дочерних компаний.
Также владеет частной местной юридической фирмой Corporación Jurídic, налоговый адрес которой фигурирует в списках утечек ICIJ Панамские документы.

## Политические взгляды
В Боливии имеет репутацию консервативного католического деятеля, известного своей жёсткой критикой президентства Эво Моралеса. Совет по делам полушария охарактеризовал его как «лидера крайне правого крыла». Также характеризуется как «Боливийский Болсонару».